# Convênio
Convênio administrativo, na administração pública brasileira, se refere a acordos firmados entre uma entidade da administração pública federal e uma entidade pública estadual, distrital ou municipal da administração direta ou indireta ou entidades particulares sem fins lucrativos, para realização de objetivos de interesse comum entre os participantes (chamados de partícipes). Não são dotados de  personalidade jurídica, pois dependem da vontade de cada um e não são vinculantes, ou seja, não levam a obrigações legais. No âmbito federal, o tema é parcialmente regulado pelo Decreto 6.170/2007, que trata exclusivamente dos convênios onerosos. A matéria também é regulada pela Portaria nº 127/2008 que dá outros pormenores sob a ótica do Tesouro Nacional. A formação de um convênio é uma das formas possíveis de disciplinar a transferência de recursos financeiros de dotações consignadas nos Orçamentos Fiscal e da Seguridade Social da União.
Não se trata de um contrato, e sim de um acordo, pois não é vinculante nem possui partes com interesses conflitantes.
A matéria é tratada em obra científica que identificou 9 tipos de convênios abrangendo desde acordos entre Estados, convênios de Imposto sobre Circulação de Mercadorias e Serviços, formação de consórcios públicos, obtenção de dados em conjunto, delegação de atribuições, cooperação em matérias de competência comum das unidades administrativas, convênios com ONG´s (incluindo relacionamento com organizações sociais e organizações da sociedade civil de interesse público, organizações da sociedade civil com nomenclatura "contrato de gestão", "termo de parceria", "termo de colaboração", "termo de fomento"), além dos convênios internos à Administração Púbica. O livro identifica o conjunto de normas aplicáveis a cada tipo de convênio.

## Convênio médico
Convênio médico, por outro lado, se refere a um contrato vinculante de prestação de serviços de saúde por profissionais associados a seus clientes. Dentre os principais convênios brasileiros, estão CASSI (associado ao Banco do Brasil), UNIMED e Sul América.